# Возвращение Шефа
Возвращение Шефа (англ. The Return of Chef) — эпизод 1001 (№ 140) сериала «Южный Парк», премьера которого состоялась 22 марта 2006 года. Он стал реакцией на уход из шоу Айзека Хейза, бессменного исполнителя роли Шефа.

## Сюжет
Шеф уезжает из Саут-Парка и вступает в сектоподобную организацию «Супер-клуб путешественников». Когда он возвращается, друзья замечают, что с ним что-то не так. Выясняется, что этот клуб делает из людей педофилов и убеждает, что секс с детьми даёт вечную молодость. Стэн, Кайл, Картман и Кенни вступают в борьбу с клубом, в ходе которой Шеф трагически гибнет после удара молнии, упав с моста к голодным диким зверям. На его похоронах Кайл говорит, что они всегда будут его помнить. В финале выясняется, что лидер клуба «воскресил» Шефа, сделав из него подобие Дарта Вейдера — Дарт Шефа.

## Отсылки к другим сериям
- Ребята и психотерапевт привели Шефа в тот самый стриптиз-клуб, в котором происходила значительная часть серии «Маленькие борцы с преступностью» и танцовщица с истеричным грубым голосом, ходящая по клубу и кричащая «Танцы? Кому нужны танцы?», ранее появлялась именно там.
- Айзек Хейз, озвучивающий Шефа, ушёл из сериала после серии «Застрявший в чулане», в которой высмеивали саентологию, из-за того что он был саентологом, поэтому реплики Шефа нарезаны из предыдущих серий.
- Во время объяснения секрета Супер-Клуба появляется надпись «Это то, во что члены Супер-Клуба действительно верят». Примерно такая же надпись появляется в серии «Застрявший в чулане», из-за которой Айзек Хейз ушёл из сериала.
- Когда Шеф умирает, он «кладёт кучу» в штаны, что является отсылкой к серии «Кое-что о том, как пришёл Wall-Mart».
- После смерти Шефа Стэн и Кайл произносят свои коронные фразы, которыми они обычно комментируют гибель Кенни.
- В конце серии Дарт Шеф говорит «Пососите мои шоколадные яйца!». Это отсылка к серии «Солёные шоколадные яйца Шефа».

## Пародии
- В Суперклубе стоит телевизор марки «FONY». Это явная отсылка к телевизорам от «SONY»
- Серия начинается с надписи «В предыдущих сериях», где кратко рассказывается о том, как Шеф уезжает. На самом деле предыдущей серии не было. Это пародия на популярный в сериалах приём, напоминающий о ключевых событиях прошлой серии.

## Факты
- Шеф падает по скалам так же, как Гомер Симпсон в ряде серий.
- На похоронах Шефа все обращение Кайла адресовано именно к Айзеку Хейзу, его уходу из сериала, саентологии и тому, «как они запудрили ему мозги».
- На похоронах Шефа присутствуют Кэти Ли Гиффорд, Элтон Джон и Терренс и Филлип.
- Из-за того что Айзек Хейз покинул шоу ещё в 9 сезоне, для этой серии голос Шефа был нарезан из записей предыдущих частей. Этим объясняется его странный голос на протяжении всего эпизода.
- Когда Кайл объявляет, что Шефу промыли мозги, на фоне звучит музыкальный фрагмент из серии игр «Might and Magic». Это не в первый раз, когда в сериале используется звук и музыка из этой серии игр.
- Впервые за мультсериал Кенни присутствует живым на похоронах.

## Критика
Первоначальный показ эпизода по телевидению привлёк более 3,5 миллионов зрителей.
Эпизод «Возвращение Шефа» получил в целом положительные отзывы критиков. Эрик Голдман из IGN дал ему общую оценку 8,0. Голдман отметил, что панегирик шефу «вероятно, говорит о том, что Паркер и Стоун действительно думают о Хейсе». Адам Финли из TV Squad назвал его «одним из самых смешных и запоминающихся в сериале».